# Wuling Zhengtu
La Wuling Zhengtu è una autovettura prodotta dal 2021 dalla casa automobilistica cinese Wuling Motors.

## Descrizione
Le prime informazioni sul pick up della Wuling sono apparse nel settembre 2020, quando sono state rivelate su Internet le foto dell'ufficio brevetti cinese che mostravano l'esterno completo dell'auto. Le foto e le informazioni iniziali sul veicolo sono state pubblicate nel gennaio 2021.
Lo Zhengtu è un pick-up con un passo di oltre 3 metri, con un abitacolo a quattro porte e quattro posti abbinato a uno cassone lungo 2 metri. 
La presentazione ufficiale ha avuto luogo nel marzo 2021. La console centrale presenta uno schermo touch screen da 8 pollici per il sistema multimediale.
La gamma dei propulsori al lancio comprende  un motore a benzina a quattro cilindri da 1,5 litri che sviluppa 99 CV abbinato ad un cambio manuale a cinque marce.
Le sue vendite sono iniziate subito dopo il suo debutto nel marzo 2021.